# 九芎
南紫薇（学名：Lagerstroemia subcostata）为千屈菜科紫薇属下的一个种，又名九芎，主要分布於中低海拔森林及長江以南的地區，為台灣的原生樹種。九芎耐旱耐瘠，且是先鋒植物。九芎主要生長在潮濕的崩塌地，有吸水保持之特性所以是良好的水土保持樹種。

## 形態
九芎是落葉樹，在台灣經常是生長在常綠樹林帶的少數落葉樹。九芎與台灣其他的落葉樹一樣都在冬天落葉。春天長新芽，等枝條長好後才在頂端開花。然而大部分的溫帶落葉樹在天葉落光，度過寒冷或乾旱的季節，避免凍傷或減少水分的散失，冬天時全株只剩枝條，等到春天時才開花長新芽。
- 陽性植物

九芎能最先在裸露的崩塌地生長，當這些陽性樹種長成大樹時，樹蔭下因為光線不足，此時它便無法生長，所以九芎為陽性樹種。加上它生長位處熱帶的邊緣，四周都是常綠樹，所以可以在常綠樹林帶看到零星的九芎。其他陽性植物如苦苓、糙葉樹、黃連木、羅氏鹽膚木等。
- 樹皮

平滑的樹幹每年會蛻皮，春天後長滿葉子可以大大的行光合作用，使樹幹也長得很快，撐裂開老樹皮後而剝落，露出白色光滑的新皮，隨著時間樹皮會漸漸的變紅，這樣的樹皮像上過一層蠟，就連善於爬樹的猴仔都會被滑下來，所以又叫做猴滑樹、猴不爬。
- 葉

春天時長枝葉，九芎的葉為長橢圓形、葉緣全緣即表示葉緣完整，不具鋸齒或缺刻。葉對生，在莖上排成平展的兩列，組成陽性樹種的雨傘狀薄層。
- 花

等葉都長好再開花，花呈頂生的圓錐花序。九芎花為具有雄蕊與雌蕊的兩性花，雄蕊長短不一，雌蕊柱頭五裂。花瓣以五瓣為主，白色，有長柄，而且花瓣就像著名的皺褶布料一樣，我們以為他壞掉了，不過他其實是長這樣。這種皺巴巴的花瓣也是千屈菜科植物的特色。
- 蒴果

到了秋天花結成果實，九芎的果實為長橢圓形蒴果，種子具有翅，當成熟時蒴果會自己裂開，種子隨風飄去，飄到一個適合它生長的地方。

## 習俗與傳統
在魯凱族傳統上九芎樹又稱為聘禮木，一般在男女雙方訂婚成功之後，女方會要求男方去山上砍木材，這時男方會派出一些年輕力壯的青年，到山上砍一種樹叫「九芎樹」送到女方家，否則訂婚儀式不能進行。木材的砍法是這樣的，首先必須是中等粗而且粗細、長短一樣，最重要的是木材兩端只能各砍二刀，並斜砍成三角形狀，若有第二刀痕跡，則表示對女方家是一種不尊敬，會被別人取笑。砍完後，約捆綁十把以上，再送至女方家，經女方長老查驗合格後，訂婚儀式才算圓滿成功。聘禮木，它最重要是在考驗男方的心意，其實族人們認為一個男人如果不會砍木材，如何養自己的妻子如孩子，加上九芎樹是一種燒火用最好的上等木材，木質硬，紋彩又好看，所以，族人不會亂砍這種樹，只到了訂婚時，才隆重的使用它，對它是另眼相看，愛護疼惜。

## 外部連結
- 花序（页面存档备份，存于）數位典藏國家型科技計畫/應用服務分項計畫
- Germplasm Resources Information Network (GRIN)（页面存档备份，存于）
- Description from Flora of China: Lagerstroemia subcostata Koehne（页面存档备份，存于）
- Taiwan's Ecological Conservation: Lagerstroemia subcostata